# Tambangan (Mijen)
Tambangan is een bestuurslaag in het regentschap Semarang van de provincie Midden-Java, Indonesië. Tambangan telt 3940 inwoners (volkstelling 2010).